# 흰배쥐
흰배쥐(Niviventer niviventer)는 쥐과에 속하는 설치류의 일종이다. 인도와 네팔, 파키스탄에서 발견된다.

## 특징
보통 크기의 설치류로 꼬리 길이 124~189mm를 제외한 몸길이가 101~161mm이다. 발 길이는 26~34mm이다.

## 생태
야행성 동물이다.

## 분포 및 서식지
인도 우타라칸드주와 시킴주, 아루나찰프라데시주, 아삼주, 미조람주, 부탄과 네팔, 미얀마 북부에 분포한다. 해발 3,600m 이하의 온대 침엽수림과 활엽수림, 열대 상록수림, 강가의 숲에서 서식한다.